# Fartlek
Fartlek, Zweeds voor snelheidsspel, is een soort training die vooral in het hardlopen, maar soms ook in andere sporten wordt toegepast. In het Nederlands wordt het soms vertaald als vaartspel. 
Een fartlektraining is een gevarieerde training die bestaat uit wisselende snelheden en intensiteiten. De sporter bepaalt zelf waar en wanneer hij versnelt en vertraagt, vaak gebaseerd op de omgeving. Die beslissingen worden normaal pas tijdens de training gemaakt, zonder dat er gestopt wordt met bewegen. Er bestaat geen eenduidige definitie van de samenstelling van een fartlektraining, omdat er eindeloos veel mogelijke variaties op bestaan. 

## Geschiedenis
In de jaren 30 van de 20ste eeuw ontwikkelde de Zweedse coach Gösta Holmér het principe van Fartlek. Holmér ontwikkelde deze training voor het Zweedse atletiekteam. Zijn idee van Fartlek was een training die zowel uithouding als snelheid combineerde. Veel atleten hebben hier hun voordeel aan gehad: zo zouden bijvoorbeeld de bekende middellangeafstandslopers Gunder Hägg en Arne Andersson het principe hebben toegepast in de periode dat zij tot de absolute wereldtop behoorden.
Tegenwoordig wordt Fartlek door veel fysiologen en trainers gebruikt als trainingsvorm.

## Mogelijke variaties
Er bestaat geen eenduidige samenstelling van een fartlektraining. Sommige principes komen echter wel vaak terug, waaronder:
- Versnellen op heuvels of aan de hand van andere landschapselementen
- Sprinten van de ene naar de andere lantaarnpaal en rustig joggen tot de volgende lantaarnpaal (ook toegepast met bomen of brievenbussen)
- Een aantal minuten of seconden sneller lopen dan normaal
- Muziek gebruiken en tijdens het refrein of bepaalde liedjes versnellen
- Versnellen in zand of modder

Deze principes kunnen op zichzelf of gecombineerd worden toegepast, zolang ze maar relatief spontaan worden gedaan (anders kan er sprake zijn van een geplande intervaltraining).

## Doel
Fartlek kan meerdere doelen hebben. Sommige atleten en recreanten vinden dit een aangename trainingsvorm, omdat ze de vrijheid hebben om zelf te kiezen wanneer ze versnellen en rusten. Voor veldlopers en -rijders is Fartlek een ideale trainingsvorm om hun lichaam te laten wennen aan de onregelmatige parcoursen in het veld. Ook draagt het, net als andere vormen van training, bij aan het verbeteren van de energieomschakeling en de maximale zuurstofopname.
Onervaren sporters moeten wel oppassen met deze trainingsvorm, omdat zij zichzelf vaak minder goed kunnen inschatten dan meer ervaren sporters. Het overschatten van de eigen capaciteiten kan leiden tot blessures.

## Sporten waarin Fartlek wordt toegepast
Fartlek wordt vooral toegepast in het hardlopen, maar kan onder andere ook toegepast worden in volgende sporten:
- Langlaufen
- Nordic walking
- Wielersport
- Zwemmen